# پدمونته
پدمونته (به ایتالیایی: Pedemonte) یک کومونه در ایتالیا است که در استان ویچنزا واقع شده‌است. پدمونته ۱۲ کیلومتر مربع مساحت و ۸۲۹ نفر جمعیت دارد.